# SAJスノーボードバッジテスト
公認スノーボードバッジテストとは、全日本スキー連盟（SAJ）が定める基礎スノーボードの滑走技術能力を判定するテストである。
検定は滑走実技のみで合格すると認定バッジ(認定料が必要)がもらえることからバッジテスト（バッジテスト）と呼ばれる。

## 概要
各都道府県スキー連盟が主管で実施される。
プライズテストについては、各都道府県スキー連盟および加盟所属団体であるスキー・スノーボードスクール(学校)で行われ、級別テストについては、各都道府県スキー連盟および加盟所属団体であるスキー・スノーボードスクール(学校)、スキー・スノーボードクラブなどで行われる。
各級のテストは、レベルに応じて種目数はブライズテストは3種目、級別テストは2種目から3種目ありこの滑走技術能力を公認スノーボード検定員が判定する。
級別テスト2級以下は講習内で検定が可能なことからを実施しているところもある。
(講習内検定とは、現場の講師検定員の裁量で滑走を失敗した場合再滑走が認められる場合がある。)
テストのランクは級別テストは5段階からなり入門クラスは5級からとなり、級別テストの最上位は1級となる。
2024年度よりプライズテストが設定されることになり、プライズテストはテクニカルプライズとクラウンプライズの2段階制で
上位はクラウンプライズとなる。したがって、バッジテストの最上位はクラウンプライズとなる。
受検年齢は小学生(6才)から可能であったが、2024年度からは年齢制限は設けなくなることになった。
プライズテストを受検するにあたり、テクニカルプライズを受検するには級別テスト1級、クラウンプライズを受検するには、
テクニカルプライズが必要である。
級別テスト1級を受検するには級別2級に合格していなくてはならない。
ブライズテストを受検するには。クラウンプライズ、テクニカルプライズそれぞれ4時間の事前講習受講が必要で、級別テスト1級を受検するには2時間以上の事前講習をこれらのテストを開催する団体などで受講する必要である。
バッジテストの検定員は、主管加盟団体長から委嘱された公認スノーボード検定員がこれにあたる。 
級別テストにおいては、2名以上の公認スノーボード検定員があたり主任検定員は公認スノーボードB級検定員以上の資格者があたり、検定員においては公認スノーボードC級検定員以上の資格者があたる。
プライズテストのおいては、3名以上の公認スノーボード検定員があたり主任検定員は公認スノーボードA級検定員資格者があたる。
設定コースは、実施する検定員がコース状況を把握し、前走者設けたり安全に実施することが定められている。
検定コースの長さや幅およびターンの回転数等については、現場の検定員の判断となる。
受検年齢の制限がないので、13歳未満とシニアについては安全面での配慮をすることになっている。

## 級別テスト

### ５級テスト（技術課題）
■サイドスリップ（緩斜面）
■フリーラン（緩斜面）
ａ.講習内テストとし検定員が講習の中で「安全に斜面を降りる技術」を指導しながら行う。
ｂ.実技種目１種目100ポイントとし２種目の評価の合計が100ポイント以上をもって合格となる。

### ４級テスト（技術課題）
■ストレートランニング〜ストップ（ごく緩い斜面）
■フリーラン（緩斜面）
ａ．講習内テストとし検定員が講習の中で「フォールラインへの対応技術」を指導しながら行う。
ｂ. 実技種目１種目100ポイントとし２種目の評価の合計が110ポイント以上をもって合格となる。

### ３級テスト（技術課題）
■ミドルターン（緩斜面）
■スリップ to スリップ（緩斜面）
■フリーラン（緩斜面）
ａ.講習内テストとし検定員が講習の中で「リズムを制御する技術」を指導しながら行う。
ｂ. 実技種目１種目あたり100ポイントとし３種目の評価の合計が180ポイント以上をもって合格となる。

### ２級テスト（技術課題）
■ミドルターン（緩中斜面）
■ショートターン（緩中斜面）
■フリーラン（緩中斜面）
ａ. 講習内テストとし検定員が講習の中で「緩中斜面でターンシェイプを制御する技術」を指導しながら行う (スクールやクラブによっては1級と併催の都合で実技テストで実施しているところもある。)
ｂ. 実技種目１種目あたり100ポイントとし３種目の評価の合計が195ポイント以上をもって合格となる。

### １級テスト（実技種目）
■ミドルターン（中斜面）
■ショートターン（中斜面）
■フリーラン（中斜面）
a. 実技テストは検定員２名以上の合計ポイントの平均値を当該種目の取得ポイントとする。ただし、ポイントは、小数点第１位を四捨五入とする。
ｂ. 実技種目１種目あたり100ポイントとし３種目の評価の合計が210ポイント以上をもって合格となる。
c.なお、1級テスト合格者はSAJ会員登録(本会員・暫定会員)をしなければならない。

### テクニカルプライズテスト（実技種目）
■ミドルターン（総合斜面ナチュラル）
■ショートターン（総合斜面ナチュラル）
■フリーラン（総合斜面ナチュラル）
a. 実技テストは検定員3名以上の合計ポイントの平均値を当該種目の取得ポイントとする。ただし、ポイントは、小数点第１位を四捨五入とする。
ｂ. 実技種目１種目あたり100ポイントとし３種目の評価の合計が225ポイント以上をもって合格となる。

### クラウンプライズテスト（実技種目）
■ミドルターン（総合斜面ナチュラル）
■ショートターン（総合斜面ナチュラル）
■フリーラン（総合斜面ナチュラル）
a. 実技テストは検定員3名以上の合計ポイントの平均値を当該種目の取得ポイントとする。ただし、ポイントは、小数点第１位を四捨五入とする。
ｂ. 実技種目１種目あたり100ポイントとし３種目の評価の合計が240ポイント以上をもって合格となる。

## その他
- スノーボード級別テスト1級を取得すると以下のと各公使が可能となる。
- 全日本スノーボード技術選手権大会に出場することができる。 ※但し所属する都道府県スキー連盟が開催する予選会に出場し、出場推薦を得ることが必要である。
- 翌年度から公認スノーボード準指導員を受検することができる。 ※但しSAJ会員登録が、必要で他に所属する団体やクラブなどの承認が必要である。
- SAJが定めるスノーボードバッジテストはJSBA(日本スノーボード協会)やSIA(公益社団法人日本プロスキー教師協会) が定めるバッジテストとは異なり、互換性もない。